# Гунлауг Змийския език
Гунлауг Ормстунга, наречен Змийския език (на исландски Gunnlaugr Ormstunga) е исландски скалд, чийто живот е описан в Сага за Гунлауг Змийския език.
Гунлауг е роден около 983 г. От ранна възраст той показал дръзкия си, буен и смел характер, а също така отрано се отличил и с поемите, които създавал, и които му спечелили прозвището „Змийския език“. След едно скарване с баща си, Гунлауг напуснал дома си на 12-годишна възраст и заедно с Торстейн Егилсон, сина на знаменития исландски скалд Егил Скалагримсон, прекарал известно време в Борг а Мирум – исландска ферма и църковен имот западно от Боргарнес. Там той се запознал с дъщерята на Торстейн, Хелга, най-красивата жена в Исландия (както е описана в сагата), чиято коса била толкова голяма, че тя можела цялата да се скрие в нея.
Когато Гунлауг навършил 18 години, той заминал в чужбина, а Хелга, която вече била станала негова годеница, обещала да го чака, но не повече от три години. Гунлауг обиколил кралските дворове на Норвегия, Ирландия, Оркнейските острови, Швеция и Англия. В Швеция в двора на крал Олаф Шьотконунг се срещнал със своя съперник – исландския скалд Хравн Онундарсон. Гунлауг постъпил на служба при английския крал Етелред, а това забавило връщането му в Исландия. Тъй като изтекли повече от три години, Хелга била принудена насила да се омъжи за неговия конкурент Хравн Онундарсон. Двамата съперници се срещнали по време на ежегодно провеждания Алтинг (народното събрание на Исландия), където Гунлауг предизвикал Хравн на двубой. Двубоят завършил наравно и това бил последният такъв провел се в Исландия, тъй като оттогава двубоите били забранени в страната със закон.
Забраната обаче не ги отказала от дуела, защото двамата се срещнали отново през 1008 г. в Норвегия, за да разрешат спора си. Там Гунлауг победил Хравн, но бил смъртоносно ранен и скоро след това починал. Бил само на 25 години. Впоследствие Хелга се омъжила повторно, но никога не забравила Гунлауг.